# Félix Cruz
Félix Cruz Barbosa (Torreón; 4 de abril de 1961) es un exjugador de fútbol mexicano. Se desempeñaba como defensor.

## Trayectoria
Inició su carrera en 1979 al servicio de los Pumas de la UNAM, donde estuvo hasta 1987 bajo contrato. Sin embargo, al tener limitadas sus oportunidades con Pumas, jugó cedido en Japón para Nissan Motors, permaneciendo dos temporadas.
Luego de apariciones breves en el Atlante (1987-88) y los Tigres de la UANL (1988-89), trabajó para los Rayados de Monterrey durante cuatro años antes de culminar su carrera en 1994 en las filas de los Toros Neza.

## Selección nacional
Debutó con la selección mexicana en un amistoso contra Canadá el 6 de diciembre de 1983, que ganó por 5-0. Lo más destacado con su selección fue la participación en el Mundial de 1986, disputado en casa, en el que completó los cinco partidos de México.

### Participaciones en Copas del Mundo
| Mundial                        | Sede   | Resultado        |
| ------------------------------ | ------ | ---------------- |
| Copa Mundial de Fútbol de 1986 | México | Cuartos de final |

## Clubes
| Club                   | País   | Año       |
| ---------------------- | ------ | --------- |
| Universidad Nacional   | México | 1979-1987 |
| Nissan Motors (cesión) | Japón  | 1981-1982 |
| Atlante                | México | 1987-1988 |
| Tigres de la UANL      | México | 1988-1989 |
| Monterrey              | México | 1989-1993 |
| Toros Neza             | México | 1993-1994 |

## Palmarés

### Títulos nacionales
| Título           | Equipo               | País   | Año     |
| ---------------- | -------------------- | ------ | ------- |
| Primera División | Universidad Nacional | México | 1980-81 |
| Copa México      | Monterrey            | México | 1991-92 |

### Títulos internacionales
| Título                           | Equipo               | País     | Año  |
| -------------------------------- | -------------------- | -------- | ---- |
| Copa de Campeones de la Concacaf | Universidad Nacional | Honduras | 1980 |